# Sabrina Salerno
Sabrina Debora Salerno (Genua, 15 maart 1968) is een Italiaanse zangeres en actrice, bekend onder haar artiestennaam Sabrina.
Tijdens haar carrière verkocht ze wereldwijd ruim 20 miljoen platen en scoorde 10 internationale hits, waaronder drie nummers op de eerste plek in de hitlijsten.

## Biografie
Salerno scoorde in 1987 een grote hit in heel Europa met haar nummer Boys (Summertime Love), ook bekend als Boys Boys Boys. Toch kan gesteld worden dat niet alleen haar vocale kwaliteiten zorgden voor het grote succes van dit nummer; in de clip danst de zangeres rond in een zwembad, terwijl ze continu haar iets te ver afzakkende bikini ophijst. Door dit detail mag de clip in een aantal landen niet worden uitgezonden. De videoclip bezorgde haar de status van sekssymbool. Na haar megahit bleef Sabrina in de muziek actief, maar haar succes bleef vooral beperkt tot Italië.
Haar nummer Boys (Summertime Love) is 's zomers op Franse radiozenders nog een aantal jaren na het succes te horen. Toen de voormalige Nederlandse muziekzender The Box het nummer begin 2005 in haar assortiment van aan te vragen clipjes opnam, verscheen het nummer dat jaar met enige regelmaat op de Nederlandse televisie. Het nummer is tevens een running gag in het Belgische televisieprogramma De jaren stillekes.
Salerno had in de jaren 80 enkele rollen als actrice in films en televisieseries, speelde in 1998 in twee films, en later vanaf 2005 in drie films.
In 2010 zong Sabrina een duet met Samantha Fox, een cover van Blondies hit Call Me. Het nummer kwam op de vierde plek in de Italiaanse dance-hitlijst.

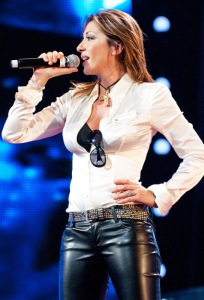
Live-optreden in 2010.

## Discografie

### Studioalbums
- 1987 - Sabrina
- 1988 - Super Sabrina
- 1988 - Something Special
- 1990 - Super Remix
- 1991 - Over the Pop
- 1996 - Maschio dove sei
- 1997 - Numeri
- 1999 - A Flower's Broken
- 2008 - Erase/Rewind Official Remix

### Singles
- 1986 - Sexy Girl
- 1987 - Lady Marmalade
- 1987 - Boys (Summertime Love)
- 1987 - Hot Girl
- 1988 - All of Me (Boy Oh Boy)
- 1988 - My Chico
- 1988 - Like a Yo-Yo
- 1988 - Sex
- 1989 - Gringo
- 1990 - Yeah Yeah
- 1991 - Siamo donne
- 1991 - Shadows of the Night
- 1991 - Cover Model
- 1994 - Rockawillie
- 1994 - Angel Boy
- 1995 - Boys '95
- 1996 - Fatta e rifatta
- 1999 - I Love You
- 2006 - I Feel Love (Good Sensation)
- 2008 - Erase/Rewind
- 2009 - Erase/Rewind (Remix By Andrea T Mendoza Vs Tibet)
- 2010 - Call Me vs. Samantha Fox

## Filmografie
- Ferragosto O.K. (1986, televisiefilm)
- Grandi magazzini (1986)
- Professione vacanze (1987, televisieserie)
- Delirium (1987)
- Tutti in palestra (1987, televisieserie)
- Fratelli d'Italia (1989)
- Jolly Blu (1998)
- Tutti gli uomini sono uguali (1998, televisieserie)
- Colori (2005)
- Film D (2006)
- Stars 80 (2012)